# Afef Ben Mahmoud
Afef Ben Mahmoud (àrab: عفاف بن محمود, ʿAfāf Ibn Maḥmūd) és un actriu tunisiana. És especialment coneguda per interpretar el paper de Noura a la sèrie de televisió Pour les beaux yeux de Catherine.
També és ballarina i ha participat en nombrosos shows musicals com Nouba i Hadhra, de Fadhel Jaziri.

## Filmografia

### Cinema
Llargmetratges
- 2002: Khorma de Jilani Saadi
- 2006:
  - Making of de Nouri Bouzid : Souad
  - Bin El Widyene de Khaled Barsaoui
- 2013: Affreux, cupides et stupides (Hizz Ya Wizz) d'Ibrahim Letaïef : Leila
- 2019: Les Épouvantails de Nouri Bouzid : Nadia

Curtmetratges
- 2006:
  - Je vous ai à l'œil d'Ibrahim Letaïef
  - Conversations de Mohamed Kais Zaied
- 2009: Bas bord de Ridha Tlili[2]

### Televisió
- 2000: Ya Zahra Fi Khayali d'Abdelkader Jerbi: Yosra
- 2004: Jari Ya Hammouda d'Abdeljabar Bhouri: Dorsaf
- 2008: Sayd Errim d'Ali Mansour: Narjes
- 2012: Pour les beaux yeux de Catherine de Hamadi Arafa: Noura
- 2014: Maktoub (temporada 4) de Sami Fehri: Rym Ben Ahmed

### Com a directora
- 2006: Après l'orage... le beau temps (curtmetratge)[3]
- 2023: Backstage [4]

## Teatre
- 2005: Al Moutachaâbitoun (Les Opportunistes), de Mohamed Driss